# Андрофобия
Андрофо́бия (от др.-греч. ἀνήρ «мужчина» и φόβος «страх») — боязнь мужчин.
Андрофобия может относиться к травматическим событиям в прошлом страдающего ею. Также данный страх может быть связан с социофобией или социальным тревожным расстройством, психологической травмой, нанесённой мужчинами, а также с изнасилованием.
Аналогичный термин, но по отношению к женщинам, носит название гинофобии.